# Euodia glabrifolia
Euodia glabrifolia là một loài thực vật có hoa trong họ Cửu lý hương. Loài này được (Champ. ex Benth.) D.D. Tao mô tả khoa học đầu tiên năm 1995.